# Charles Nicod
Pour les articles homonymes, voir Nicod (homonymie).
Charles Henri Nicod, né à Levier (Doubs) le 28 janvier 1878 et mort le 7 décembre 1967 à Paris (16e), est un architecte français, lauréat du grand prix de Rome.

## Biographie
Charles Nicod entre en 1891 à l'École nationale supérieure des beaux-arts de Paris dans l'atelier d'Henri Deglane. Quatre fois logiste, il obtient le premier grand prix de Rome en 1907. Il peut ainsi séjourner à la villa Médicis du 15 janvier 1908 à la fin de l'année 1911. Il collabore en parallèle avec Léon Jaussely et Gustave Umbdenstock.
De retour en France, il devient architecte des bâtiments civils et palais nationaux. Après la Première Guerre mondiale, il est chargé de la reconstruction des départements dévastés de l'Oise et du Pas-de-Calais. Urbaniste de nombreuses villes dans l'entre-deux-guerres, il a par ailleurs une carrière d'architecte indépendant en association avec Émile Molinié et Albert Pouthier. Il collabore aussi avec Édouard-Jean Niermans. Il réalise notamment un certain nombre de villas balnéaires, dans le Nord de la France et sur la Côte d'Azur. Pendant l'Occupation, il participe au Comité national de la Reconstruction, mis en place par le régime de Vichy, au même titre qu'Auguste Perret, Urbain Cassan, ou Camille Lefèvre. À la Libération, il est nommé urbaniste chargé de la reconstruction de Blois et de Toulouse.
Il devient enseignant aux Beaux-Arts de Paris et reprend l'atelier de son maître Deglane en 1931. Il est élu à l'Académie des beaux-arts à la section architecture en 1956 dans le fauteuil de Roger-Henri Expert.

## Principales réalisations

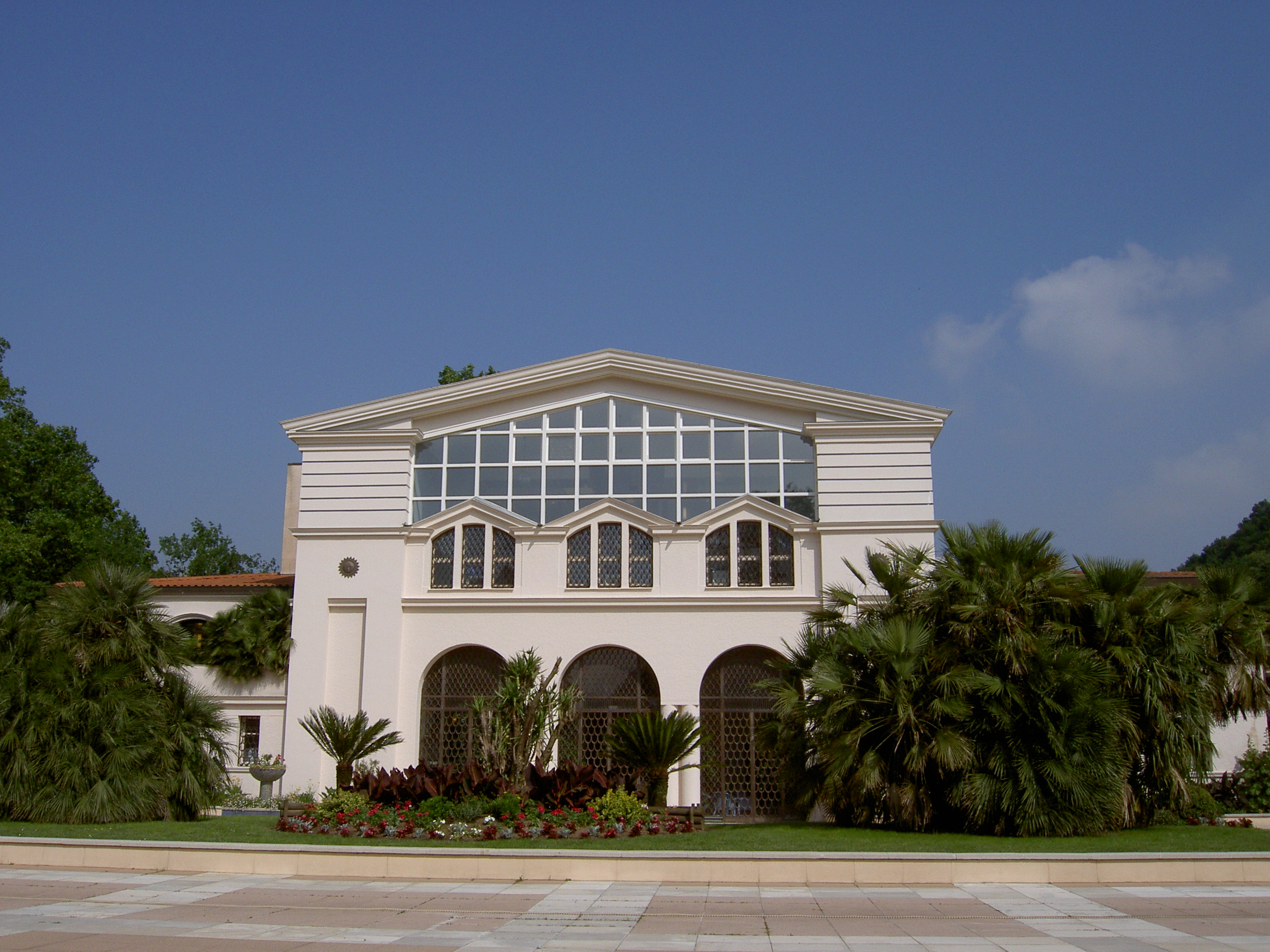
Bâtiment principal des thermes de Cambo-les-Bains.

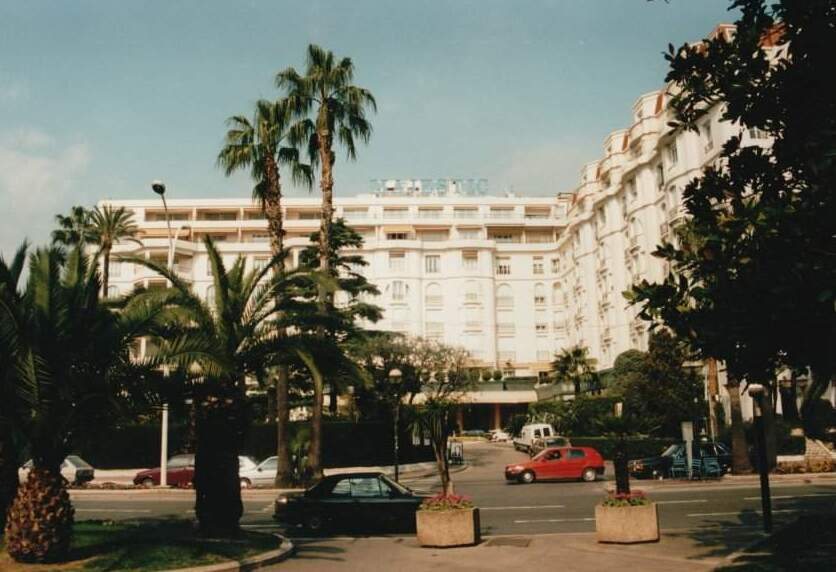
L'hôtel Majestic, promenade de la Croisette à Cannes sur la Côte d'Azur, agrandi par Charles Nicod en 1928.

- 1922 : cité cheminote de Lille-Délivrance à Lomme pour le compte de la Compagnie des chemins de fer du Nord, avec Gustave Umbdenstock.
- 1923 : villa Sous les Pins, anciennement Gigi, au Touquet.
- 1923-1925 : lotissement concerté de l'Avenue-du-Parc-Saint-James, avenue du Parc-Saint-James et rue du Bois-de-Boulogne à Neuilly-sur-Seine en collaboration avec Émile Molinié et Albert Pouthier[4].
- 1924 : lotissement Isolla-Bella à Cannes[5].
- 1924 : monument à Bayonne.
- 1925 : reconstruction du château d’Havrincourt (Pas-de-Calais) (détruit pendant la Première Guerre mondiale).
- 1926 : thermes de Cambo-les-Bains en collaboration avec Charles Hébrard avec Henri Sajous.
- 1926-1927 : villas les Genêts, le Houx et Belladone, quartier Lys-Chantilly à Lamorlaye (Oise).
- 1928 : hôtel Majestic de Cannes, poursuite du projet entrepris par l'architecte Théo Petit[6].
- 1929 : immeuble 1, rue Savorgnan-de-Brazza dans le 7e arrondissement de Paris.
- 1929 : villa Domergue, à Cannes, avec Émile Molinié.
- 1930 : immeuble 2-4, rue Lord-Byron dans le 8e arrondissement de Paris.
- 1930 : aménagement du parc de Passy dans le 16e arrondissement de Paris.
- 1931 : hôtel de Paris, hôtel-dancing-restaurant et cinéma boulevard de la Madeleine dans le 9e arrondissement de Paris.
- 1931, nouvelle usine Forvil-Docteur Pierre à Nanterre, 18 avenue du Général-Gallieni (avec Émile Molinié)[7]
- 1933 : église du Sacré-Cœur à Saint-Ouen (Seine-Saint-Denis).
- 1935 : ancienne imprimerie Picard, 10 rue Falguière, dans le 14e arrondissement de Paris, avec Émile Molinié[8].
- 1954-1962 : restauration et transformation de l'église Sainte-Jeanne-de-Chantal, place de la Porte-de-Saint-Cloud dans le 16e arrondissement de Paris (bombardée pendant la Seconde Guerre mondiale).